# Piotr Müldner-Nieckowski
Piotr Przemysław Müldner-Nieckowski (ur. 29 marca 1946 w Zielonej Górze) – polski pisarz, lekarz, językoznawca (frazeolog i leksykograf), wydawca. doktor nauk medycznych, doktor habilitowany nauk humanistycznych. Niekiedy publikuje pod nazwiskiem Piotr Müldner lub jako PMN, pmn, Pemen.

## Życiorys
Jest synem Wiesława Müldnera-Nieckowskiego (1915–1982), rzeźbiarza, malarza i grafika oraz starszym bratem Jacka Müldnera-Nieckowskiego, rzeźbiarza. Studiował w Akademii Medycznej w Warszawie (1964–1970). Uzyskał specjalizację w zakresie chorób wewnętrznych. Otrzymał stopień doktora nauk medycznych i stopień doktora habilitowanego nauk humanistycznych. Został profesorem nadzwyczajnym UKSW. Żona Małgorzata z d. Olszewska (1948–1999) była rzeźbiarką, jubilerem, kompozytorką. Druga żona Mirosława jest bibliotekoznawcą. Córka Justyna Jannasz jest iberystką, tłumaczką i marketingowcem, syn Łukasz lekarzem psychiatrą, psychoterapeutą.
Od początku kariery zawodowej do 1993 związany ze Szpitalem Wolskim w Warszawie jako lekarz na oddziale chorób wewnętrznych, kierownik przychodni rejonowej, kierownik Działu Organizacji i Nadzoru, okresowo lekarz wolontariusz. Okresowa służba wojskowa (lekarz pułku) w Grudziądzu 1973–1974. Pracownik naukowo-dydaktyczny Akademii Medycznej w Warszawie w Zakładzie Historii Medycyny i Farmacji 1974–1978. Naczelny redaktor Państwowego Zakładu Wydawnictw Lekarskich (PZWL) 1983–1986, skąd został usunięty w ramach represji politycznych. Założył zajmującą się redagowaniem tekstów firmę Agencja Usług Literacko-Artystycznych (AULA) 1987, następnie przekształconą w wydawnictwo Aula (1990–). Pracował jako lekarz prywatny w latach 1994–2010.
Pracownik naukowo-dydaktyczny na Wydziale Nauk Humanistycznych UKSW 2000–, profesor nadzwyczajny 2010–. Założyciel i kierownik Podyplomowego Studium Edytorstwa Współczesnego UKSW 2000–. Kierownik Zakładu Edytorstwa i Krytyki Tekstu w Instytucie Filologii Polskiej UKSW 2005–. Członek Związku Literatów Polskich 1970–1983, Stowarzyszenia Pisarzy Polskich 1989– (od 2017 wiceprezes), Polskiego PEN Clubu 2016–, Sekcji (do 2014 Komisji) Frazeologicznej Komitetu Językoznawstwa PAN 2003–, Polskiego Towarzystwa Lekarskiego, Towarzystwa Lekarskiego Warszawskiego, Polskiego Towarzystwa Historii Medycyny i Farmacji, Polskiego Towarzystwa Językoznawczego.
Współpracował albo współpracuje z czasopismami literackimi i naukowymi lub był (jest) ich redaktorem (m.in. Nowy Medyk, Nowy Wyraz, Życie Literackie, Archiwum Historii i Filozofii Medycyny, Polski Tygodnik Lekarski, Forum Akademickie, Puls, Łabuź). Autor komputerowych algorytmów poprawnego dzielenia wyrazów, zautomatyzowanej korekty i adiustacji, algorytmu obsługi oddziałów szpitalnych i programów do obsługi leksykograficznych baz danych.
Otrzymał stypendium i Nagrodę im. Tadeusza Borowskiego 1976, Medal im. Janusza Korczaka 1982, Nagrodę I stopnia Polskiego Radia za twórczość radiową 1992, Medal Komisji Edukacji Narodowej 2003, Medal Za Zasługi dla Kultury w Wojsku Polskim 2008, Nagrodę im. Cypriana Kamila Norwida 2012 za tom poezji „Park”, nagrodę Polskiego Radia Wielki Splendor 2013, Srebrny Medal „Zasłużony Kulturze Gloria Artis” 2016 i wiele innych.
Wszedł w skład komitetu wspierającego kandydaturę Karola Nawrockiego na prezydenta RP w wyborach w 2025.

## Ogólna charakterystyka twórczości literackiej
Istotą twórczości tego pisarza jest swoiście pojmowany weryzm, dążenie do osiągania prawdziwego obrazu świata środkami, które są przez ten świat dyktowane. Müldner często opowiada o świecie pospolitym, o zwykłych ludziach, których elita zna słabo i uważa za pomijalny margines społeczeństwa, mimo że de facto stanowią oni większość. Ponieważ świat ten jest nieuporządkowany, absurdalny, groteskowy i nieobliczalny, pisarz często (nie zawsze) posługuje się właśnie absurdem i groteską. Postawę twórczą tego rodzaju przyjmowali tacy pisarze-lekarze, jak Rabelais, Céline czy Bułhakow, co ma związek z właściwą medykom zdolnością ostrego widzenia, wnikliwej obserwacji i nierespektowania żadnych tabu na zasadzie nic co ludzkie nie jest mi obce. Skoro świat jest groteskowy, to i jego opis powinien być taki, stąd określenie groteska pozorna, a więc niewymyślona, inna niż np. u Stanisława Zielińskiego czy Sławomira Mrożka. Grotesce pozornej Müldnera towarzyszy nadawanie językowi potocznemu walorów artystycznych połączone z drobiazgową dbałością o spójność myślową, niekoniecznie konstrukcyjną. Budowa jego książek jest jednak przemyślana (np. tom opowiadań Proszę spać, w którym niektórzy krytycy dopatrywali się „wstępu do powieści”).
Pisarstwo to stawia wyzwanie tradycyjnej narracji i poetyce, która wykształciła środki „łagodzące i standaryzujące obraz świata” i która „z tego powodu w XX w. znalazła się w głębokim kryzysie” (określenia pisarza). Utwory Müldnera są pisane językiem gęstym, zwięzłym, unikającym nieznaczących słów i zdań, ale nasyconym paradoksami zarówno w opisie, jak i dialogu, a jednocześnie są precyzyjne psychologicznie i fabularnie, niekiedy z fabułą lub wątkami celowo okrawanymi lub ucinanymi (eksperymentalna powieść Himalaje, opowiadania z tomu Raz jeden jedyny z zaskakującymi puentami, satyry). Podejście to jest widoczne już w pierwszych utworach poetyckich (Namiot ośmiu wierszy, Ludzki wynalazek) i opowiadaniach (Proszę spać), w których na tle teatru wojskowego, medycznego lub miejskiego pojawiają się wątki egzystencjalne i (albo) liryczne zderzone z ową groteską pozorną, dowcipem językowym lub ironicznym żartem, zdarza się, że diabolicznym (np. przybierająca maskę śmiertelnej powagi, niekończąca się kpina z konwencji polityczno-społecznych w powieści Diabeł na placu Zbawiciela albo blamaż urzędniczego szaleństwa ukryty w „rzeczowym” stylu powieści Czapki i niewidki).
W późniejszych utworach, zwłaszcza w dramatach, ostrość nastawienia pisarza do opisywanego świata wydaje się przesuwać w stronę syntetycznych diagnoz i definiowania tego, co niedefiniowalne innymi metodami, choćby naukowymi (np. psychologicznymi, socjologicznymi). Zmiana ta jest widoczna w zbiorze wierszy Za kobietą tren, wstrząsającym cyklu trenów napisanych po śmierci żony Małgorzaty, a także w niektórych słuchowiskach radiowych, na pierwszy rzut oka konwencjonalnych (Księżna, Przepustka do nieba), w których literackie odbicie absurdów życia jest podporządkowane analizie własnych emocji, uczuć i myśli.
Do najważniejszych utworów Müldnera należą: Opaska gazowa, poemat dyżurny, tomy wierszy Za kobietą tren, Park, Schody, powieści Śpiący w mieście i Himalaje, zbiory opowiadań Proszę spać i Raz jeden jedyny, dramaty radiowe Piórko, a także Wielki słownik frazeologiczny języka polskiego.

## Twórczość literacka
- Namiot ośmiu wierszy (arkusz poetycki; Warszawa, Nowy Wyraz nr 6, 1975)
- Ludzki wynalazek (poezje; wydawnictwo Pojezierze, Olsztyn 1978)
- Proszę spać (opowiadania; Iskry, Warszawa 1978)
- Himalaje (powieść; Młodzieżowa Agencja Wydawnicza, Warszawa 1979)
- Czapki i niewidki (powieść; wydawnictwo Pojezierze, Olsztyn 1980)
- Śpiący w mieście (powieść; Czytelnik, Warszawa 1983)
- Diabeł na placu Zbawiciela (powieść; wyd. Pom. Szk., Warszawa 1990; LTW, Warszawa 2021)
- O świni (satyry; Aula, Warszawa 1993)
- Wilgoć (poezje; Spółka Poetów, Warszawa 1997)
- Jak być czytelnikiem (satyry; Aula, Warszawa 1998)
- Nie ma haka na buraka (satyry; Aula, Warszawa 1999)
- Poradnik dla chłopców (satyry; Aula, Warszawa 1999)
- Za kobietą tren (poezje; Aula, Podkowa Leśna 2001)
- Opaska gazowa. Poemat dyżurny (poezje; Aula, Podkowa Leśna 2004)
- Piórko. Dramaty radiowe (12 słuchowisk radiowych; wydawnictwo Adam Marszałek, Toruń 2007)
- Raz jeden jedyny, 53 opowiadania z nieustannego stanu w. (proza; Oficyna Wydawnicza Volumen, Warszawa 2007)
- Müldner & Jakób. Korespondencja literacka Piotra Müldnera-Nieckowskiego i Lecha M. Jakóba (listy-eseje; wydawnictwo Adam Marszałek, Toruń 2010)
- Park (poezje; Aula, Warszawa 2011)
- Schody (poezje, Oficyna Wydawnicza Volumen, Warszawa 2015)
- Żywica (poezje, Oficyna Wydawnicza Volumen, Warszawa 2021)

Dramaty radiowe, słuchowiska
(Wykaz niekompletny według katalogu Archiwum Fonograficznego Polskiego Radia w Warszawie; ponadto nie podano tu wykazu felietonów radiowych ani udziału w audycjach publicystycznych. W nawiasach daty emisji).
- W ciemności. I nagroda w Konkursie na Słuchowisko Młodych Pisarzy. Debiut radiowy (1972, 1972, 1973, 1974)
- Butelki (1973, 1973 2x, 1974)
- A na końcu bardzo ciemno. Nadawane przez prawie wszystkie radiofonie w Europie w latach 1974–1979. Wyróżnienie na I Festiwalu Słuchowisk Radiowych 1975, emisje polskie – 1974, 1975, 1976, 1977, 1979.
- Pustynia (1974, 1974).
- Wariacje radiowe, cykl miniatur (1974, 1974, 1975)
- Powrót żony 1975. Przez 6 lat zakaz emisji, reż. Zbigniew Kopalko wywalczył jednorazowe nadanie w 1981 r.
- Prace ręczne. Wyróżnienie, konkurs Polskiego Radia Warszawa (1976, 1977)
- Niebo jest blisko (1977, 1977)
- Epistoła (1977, 1977)
- Odbierzemy i spokój (1977, 1978)
- Niezły zarobek. I nagroda, konkurs Polskiego Radia pr. II Warszawa (1977, 1977 2x, 1979 2x, 1980 2x)
- Pewna ręka. II nagroda, konkurs Polskiego Radia pr. I i II Warszawa, Premiera Miesiąca (1978, 1978, 1978, 1980, 1985, 1990)
- Plandeka. II nagroda, konkurs Radia Bydgoszcz (1978, 1978, 1980)
- Jazda na czas (1978, 1978)
- Żabka. II nagroda, konkurs Polskiego Radia, Warszawa (1979, 1979 2x, 1980)
- Co chcesz zrobić (1979, 1979)
- Nieuleczalna choroba (1980, 1980)
- Proszę spać (1980, 1980)
- Widzenia nad Wisłą (1980, 1980)
- Ręce do góry (1984, 1984, 1985)
- Strzały w powietrze (1984, 1984 2x, 1985 2x, 1987)
- Praca, jeszcze raz praca (1986, 1986 2x, 1990, 1991)
- Barykada (1987, 1987, 1988, 1998, 1990, 1991, 1998, 2005)
- Wszyscy mówią do widzenia (1987, 1987)
- Życie chirurgów (1987, 1987 2x, 1988, 1989, 1991)
- Cyrulik. Grand Prix, Festiwal Słuchowisk Radiowych w Mielcu (1988, 1988, 1989, 1989, 1990, 1991 2x, 1992, 2001, 2004)
- Szczeniak (1990, 1990, 1991, 1991, 1996, 1998, 2005)
- Ślady (1992, 1992)
- Jabłka i jabłonie (1996, Radio dla Ciebie, powieść radiowa, 16 odcinków – wspólnie z Iloną Łepkowską)
- Czarna skrzynka (1996, 1997)
- Bandyci (1996, 1996, 1997, 1998, 2006), nadawane też na Słowacji, w Czechach, Niemczech, Belgii, Holandii.
- Dziadek (1996, 1997, 1999)
- Ponad dwieście miniatur radiowych, czyli Historia jednego żołnierza (1996, 1997)
- Mieszkanie do wynajęcia (1997, 1998, 2000)
- Akwizytor (1999, 1999)
- Krzyk z oddali (2000, 2001, 2002, 2003)
- Księżna (1999, 2000, 2001, 2003, 2004)
- Ostatnie słowo (2001, 2003)
- Za kobietą tren, słuchowisko poetyckie (2003, 2004, 2006)
- Banał. Wyróżnienie w Konkursie Redakcji Programów Katolickich (2004, 2004)
- Kasa (2004, 2004)
- Piórko. Wyróżnienie w Konkursie Polskiego Radia Warszawa (2004, 2005).
- Skrzynka na listy. Wyróżnienie w Konkursie Polskiego Radia Gdańsk z okazji 25. rocznicy Solidarności (2005)
- Przepustka do nieba. Radio Szczecin (2006)
- Ósmy dyżur (2006, 2009)
- Pani na włościach (2010)
- Cel-pal! (2011)
- Bliżej niż myślisz (2012)
- Wracając po swoje (2013)
- Zaćmienie (2018)[4]

Inne
- ok. 40 publikacji radiowych rozproszonych

## Twórczość naukowa
- Wielki słownik frazeologiczny języka polskiego (Świat Książki, Warszawa 2003)
- Nowy szkolny słownik frazeologiczny (wraz z synem Łukaszem Müldnerem-Nieckowskim, Świat Książki, Warszawa 2004).
- Wielki słownik skrótów i skrótowców (wydawnictwo Europa, Wrocław 2007)
- Frazeologia poszerzona. Studium leksykograficzne (Oficyna Wydawnicza Volumen, Warszawa 2007)
- Język nasz giętki (Okręgowa Izba Lekarska w Warszawie, Warszawa 2016)
- Biegański, Kramsztyk i inni. O nowej etyce lekarskiej w XIX-wiecznej Warszawie (Oficyna Wydawnicza Volumen, Warszawa 2016)

Inne
- ok. 190 publikacji naukowych i popularnonaukowych medycznych i filologicznych rozproszonych

## Redakcja naukowa, opracowania naukowe
- Słownik języka polskiego (red. W. Doroszewski), opracowanie ok. 45 haseł do woluminów liter N-Ż z zakresu biologii i medycyny, Warszawa 1962-1965.
- Słownik języka polskiego (red. M. Szymczak), opracowanie ok. 60 haseł z zakresu fizyki, chemii, biologii i medycyny, Warszawa 1975–1978.
- Ryszard Milczewski-Bruno. Poezje, wstęp krytyczny, szkic biograficzny, redakcja naukowa. LSW, Warszawa 1981.
- Polski słownik medyczny, wyd. 2., PAN – PZWL, opracowanie 37 haseł, Warszawa 1986.
- Sebastian Kneipp. Moje leczenie wodą, wstęp krytyczny, wybór, układ, opracowanie tekstu. WAiP, Warszawa 1988.
- Andrzej Dąbrówka, Ewa Geller, Słownik antonimów, redakcja naukowa i edytorska, Warszawa 1995.
- Marian Mazur, Cybernetyka i charakter, redakcja naukowa, wstęp, biografia i bibliografia, Podkowa Leśna 1996.
- Arnold Hilgers, Inge Hofmann, Melatonina, redakcja naukowa i konsultacja przekładu z jęz. niemieckiego, Warszawa 1997.
- F.A. von Ingelheim, Ingo Swoboda, Wino a zdrowie, redakcja naukowa i konsultacja przekładu z jęz. niemieckiego, Warszawa 1997.
- Józef Waczków, O sztuce przekładu, wstęp i redakcja naukowa, Warszawa 1998.
- Encyklopedia powszechna, koncepcja leksykograficzna, opracowanie naukowe klasyfikacji dziedzin i siatki haseł, opracowanie naukowe programu edytorskiego, wyd. Europa, Wrocław, 2006.
- Pamiętnik Niny 1916-1919, http://lo43.pl/nauczyciele/j_niemczynowicz_pamietnik/pamietnik_niny.php (2009).
- Kazimierz Bosek, Na tropie tajemnic Jana z Czarnolasu, redakcja naukowa, edytorska, typografia. wyd. Aula, Warszawa 2011.

## Przekłady
- Opowiadania i poezje, rozproszone w czasopismach (ok. 30 pozycji) – z ros., ang.
- Gail Bongiovanni, Kompendium gastroenterologii, z ang., PZWL, 1988.
- William Faulkner, Wiersze, z ang., w: Laurowo i jasno (praca zbior.) 1994, s. 213-219.
- William Carlos Williams, Poezje, z ang., Pol. Tyg. Lek., Numer specjalny, PZWL 1983.
- Landrum B. Shettles, David M. Rorvick, Zaplanuj płeć swojego dziecka, Warszawa 1997.
- Maureen Keane, Daniella Chace, Dieta w chorobach nowotworowych, Warszawa 1998.
- 7 innych pozycji: książki z zakresu oświaty medycznej i popularnonaukowe, z ang. i niem. Wyd. Filar i wyd. J&BF, Warszawa 1993–2001.